# Trockenring-Entlüftungseinrichtung
Eine Trockenring-Entlüftungseinrichtung wird einer (nicht selbstansaugenden) Kreiselpumpe vorgeschaltet, um den Zulauf zur Pumpe zu entlüften. Sie wird bei Feuerlöschpumpen eingesetzt.
Die Trockenringpumpe arbeitet nach dem Prinzip der Pleuelkolbenpumpe. Sie saugt und drückt gleichzeitig. Im Gehäuse der Trockenringpumpe rotiert ein auf einer Antriebswelle montierter, exzentrisch gelagerter Pleuelkolben. Dieser Pleuelkolben erzeugt einen sichelförmigen Hohlraum auf seiner Außenseite und einen zweiten sichelförmigen Hohlraum auf seiner Innenseite, die sich bei einer Umdrehung hinter dem Kolben vergrößern und so einen Unterdruck erzeugen, gleichzeitig aber den Raum vor dem Kolben verkleinern und dort den Druck erhöhen. Der atmosphärische Luftdruck drückt dabei Luft durch die Einlassöffnung in die Hohlräume. Durch die Drehbewegung verkleinern sich diese Hohlräume und drücken die Luft durch die Auslassöffnung hinaus, bzw. von der Innenseite auf die Außenseite des Pleuelkolbens. Gleichzeitig erzeugt sie auf der anderen Seite des Drehkolbens wieder einen Unterdruck, in den wieder Luft hinein strömen kann. 
Der Unterschied zur Flüssigring-Entlüftungseinrichtung ist, dass die Trockenring-Entlüftungseinrichtung mit Standard-Motorenöl zur Abdichtung aufgefüllt werden muss und die Flüssigring- mit Wasser. Dieses Öl würde dann mit dem Löschwasser in die Umwelt abgegeben. Deshalb wurde dieses System eingestellt.